# Oceania Rugby Cup 2019
Oceania Rugby Cup 2019 (in inglese 2019 Oceania Rugby Cup) fu 10ª edizione della Coppa d'Oceania di rugby a 15 organizzata da Oceania Rugby.
Il torneo si tenne in Papua Nuova Guinea allo stadio PNG Football Stadium, di Port Moresby dal 23 al 31 agosto 2019.
Presero parte al torneo le selezioni di Isole Salomone, Nauru, Niue e Papua Nuova Guinea.
La vittoria arrise alla selezione di casa della Papua Nuova Guinea al suo 5º titolo, deciso nell'ultima giornata con la vittoria sulle Isole Salomone.

## Risultati

### 1ª giornata
| Arbitro: | Kaveni Talemaivalagi |

|                |    |                    |
| Sanga (2) Tema | mt | Gibb Laufoli Atamu |
| Moeava         | tr | Atamu (2)          |

| Arbitro: | Posi Isamaeli |

|                                                                                |    |        |
| W. Vali (6) F. Rova (3) T. Sipa (2) A. Ottio L. Modudula M. Vali E. Latumahina | mt | Temaki |
| K. Tisa (7)                                                                    | tr |        |

### 2ª giornata
| Arbitro: | David Vosalevu |

|                                                                      |    |          |
| Singamoana (4) Sa'omatangi Tema Saru Sanga J. Tepuke M. Tepuke Tenge | mt | Amran    |
| Saru Sanga M. Tepuke                                                 | tr | Dowabobo |

| Arbitro: | Posi Isamaeli |

|                                      |      |             |
| Latumahina (2) Diave W. Vali Clement | mt   | R. Freddie  |
| Kautu Jnr (2)                        | tr   | D. Patmatau |
| Atamu                                | c.p. |             |

### 3ª giornata
| Arbitro: | David Vosalevu |

| |    |             |
| Pamatatau 2’, 80’ Strickland 5’, 42’ Feau 8’ Tuhega 20’, 45’, 55’ Leatigaga 22’ Freddie 25’ Atamu 67’, 69’ Tongotongo 72’ Gibb 74’ Kose 76’ | mt | 63’ Kaierua |
| Patuki 22’, 25’, 42’, 46’ Atamu 55’, 72’, 76’                                                                                               | tr |             |

| Arbitro: | Kaveni Talemaivalagi |

|                                  |      |                     |
| Rova 25’ Latumahina 40’ Raka 62’ | mt   | 37’ Moeva 74’ Wysna |
|                                  | c.p. | 9’ Saru             |

### Classifica
|  | Classifica         | G | V | N | P | PF  | PS  | diff. | BM | BS | PT |
|  | ------------------ | - | - | - | - | --- | --- | ----- | -- | -- | -- |
|  | Papua Nuova Guinea | 3 | 3 | 0 | 0 | 133 | 28  | +105  | 2  | 0  | 14 |
|  | Niue               | 3 | 2 | 0 | 1 | 116 | 46  | +70   | 1  | 0  | 9  |
|  | Isole Salomone     | 3 | 1 | 0 | 2 | 91  | 41  | +50   | 1  | 2  | 7  |
|  | Nauru              | 3 | 0 | 0 | 3 | 12  | 237 | -225  | 0  | 0  | 0  |